# Люсьєн Годен
Люсьєн Годен (фр. Lucien Gaudin, 27 вересня 1886 — 23 вересня 1934) — французький фехтувальник, чотириразовий олімпійський чемпіон.

## Життєпис
З чотирма золотими та двома срібними медалями на Олімпійських іграх 1920-28 років Люсьєн Годен був найуспішнішим французьким фехтувальником у часи до Другої світової війни. Навчався у майстрів фехтування Поля Каррічона та Люсьєна Меріньяка, учасників Олімпіади 1900 року. У 1928 році Годен виграв змагання як з індивідуальні рапіри, так і зі шпаги. Його кар'єра тривала 25 років, з 1904 по 1929 рік. У 1905 році він виграв Міжнародний чемпіонат, попередник Чемпіонату світу, повторившт цей успіх у 1918 році. У 1921 році він став першим чемпіоном Європи зі шпаги та виграв першість Франції з цією зброєю в 1905 році, додавши французькі титули на рапірі в 1906 році та 1910-13 роках. Пізніше він став журналістом і співвласником компанії Les Films Sportifs, яка випустила олімпійський фільм 1924 року. Його компанія збанкрутувала в 1934 році, і Годен покінчив життя за чотири дні до свого 49-го дня народження.

## Виступи на Олімпіадах
| Олімпіада      | Дисципліна            | Місце |
| -------------- | --------------------- | ----- |
| Антверпен 1920 | рапіра, командні      | 2     |
| Париж 1924     | рапіра, командні      | 1     |
| Париж 1924     | шпага, командні       | 1     |
| Амстердам 1928 | рапіра, індивідуальні | 1     |
| Амстердам 1928 | рапіра, командні      | 2     |
| Амстердам 1928 | шпага, індивідуальні  | 1     |